# Immaterielt arbejde
 Der er for få eller ingen kildehenvisninger i denne artikel, hvilket er et problem. Du kan hjælpe ved at angive troværdige kilder til de påstande, som fremføres i artiklen.

Immaterielt arbejde er et begreb der dækker alt det arbejde, der producerer det informationsmæssige eller kulturelle indhold af varerne. Informationsdelen henviser direkte til de forandringer der finder sted i arbejdsgangene i de store virksomheder i den industrielle og tertiære sektor, hvor de færdigheder der kommer i spil i det direkte arbejde i stigende grad involverer kybernetik og computerbehandling, såvel som både horisontel og vertikal kommunikation. Den kulturelle del af varen involverer en række aktiviteter der almindeligvis ikke anerkendes som "arbejde", med andre ord den slags aktiviteter der handler om at definere og fastsætte kulturelle og kunstneriske standarder, moder, smage, forbrugsnormer og, mere strategisk, den offentlige mening.